# Stalag XII-F
Le Stalag XII-F était un camp allemand de prisonniers, au cours de la Seconde Guerre mondiale.  

## Contexte historique
Les stalags XII dépendaient du Wehrkreis XII, la 12e région militaire allemande, dont le siège était à Wiesbaden. Le Stalag XII-F était situé près de Forbach, puis près de Sarrebourg. Il resta en activité du 15 novembre 1940 au 9 décembre 1944. Il fut ensuite déplacé à Freinsheim, en Allemagne, où il fonctionna jusqu'en mars 1945.
On lui adjoint des annexes :
- L'annexe de Boulay dénommé Camp du Ban-Saint-Jean (Moselle), de septembre 1941 à septembre 1943 (Stalag XIIF/Z) ;
- L'annexe de Bliesmengen-Bolchen en Sarre.

## Fonctionnement
Le Stalag XII-F était tenu par le Landesschutzbataillon 433 formé, comme toutes ces unités, de soldats que l'on n'envoyait pas dans les unités combattantes du fait de leur moindre qualité guerrière. C'est par un témoignage en 1968 du Landesschutzbataillon 342 que l'on a quelques données sur le Stalag XII-F.
Il y aurait eu 136 Arbeitskommandos (groupes de travail) qui travaillaient hors du camp. 
Au 1er septembre 1943, étaient dénombrés dans ce camp 17 524 Français, 312 Belges, 2 623 Polonais, 4 923 Slaves (Serbes, etc.) et 23 623 Soviétiques, soit un total de 49 015 prisonniers. Sur ce total de prisonniers, 41 840 travailleurs et 7 175 qui n'étaient pas aptes et étaient placés dans des lazarets. 
Au 1er août 1944, dans l'ensemble du XII-F (Forbach), on dénombre un total de 29 346 prisonniers de guerre soviétiques et 2 804 prisonniers de guerre polonais. Pour ce qui concerne les autres nationalités, le nombre total est inconnu. 